# 武吉丁宜 (印尼)
武吉丁宜（爪夷文：بوكيق تيڠڬي），印度尼西亞西蘇門答臘省經濟總量第二大城市，原臨時首都（1948年－1949年）、蘇門答臘省省會、中蘇門答臘省省會。武吉丁宜市又稱「安達拉斯島的巴黎」，在荷蘭殖民時期曾以德科克堡命名。這裏是印尼第一任副總統穆罕默德·哈達的故鄉；獨立戰爭爆發後，蘇卡諾、哈達等人曾於1948年至1949年被荷軍俘虜，期間身在蘇門答臘的獨派人士曾經在此成立印度尼西亞共和國緊急政府，繼續領導民族鬥爭。
武吉丁宜市位於省會巴東市北邊90公里，座落在巴里桑山脈上西亞諾峽谷的邊陲，兩邊是辛加朗火山和馬拉皮火山。該市海拔最低點達909米，海拔最高點達941米，因此市內氣候清涼，最低氣溫為攝氏16.1度，最高氣溫為24.9度。根據1999年第84號政府命令，全市面積為145.29平方公里，不過由於阿甘县民眾反對政府把該縣一部分的轄區劃入武吉丁宜市，所以武吉丁宜市實際管治的面積是25.24平方公里。
武吉丁宜市的地区生产总值在西蘇門答臘省位居第二，僅次於巴東市。這裏是蘇門答臘島最大的批發重鎮，商業活動主要在高地市場（Pasar Ateh）、低地市場（Pasar Bawah）和黃竹市場（Pasar Aur Kuning）進行。市內參觀人次較多的旅遊景點——大鐘樓是一座位於市中心的西式钟楼，也是武吉丁宜市的象徵。

## 外部連結
- 武吉丁宜市政府官方網站 （印尼文）